# Oregon Country

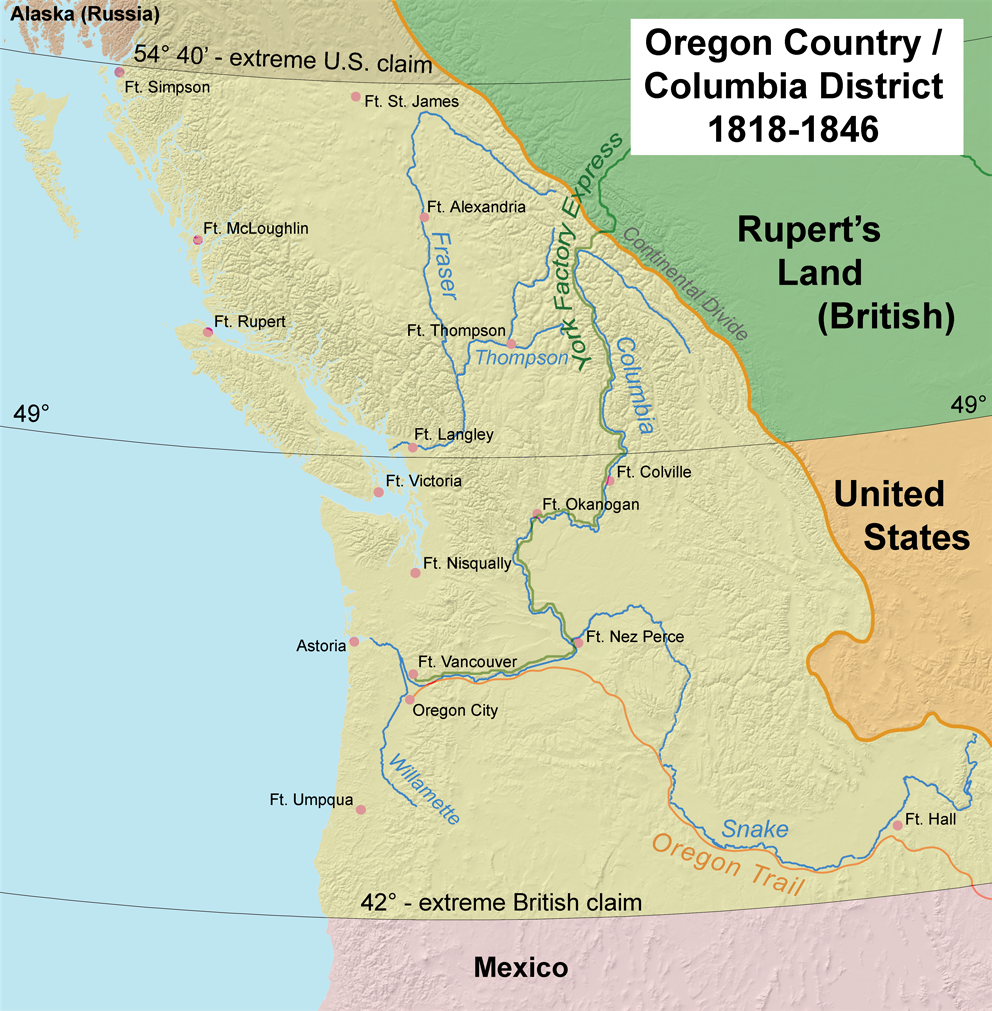
Oregon Country

Oregon Country var främst en amerikansk term som användes under Oregonfrågan. Området ockuperades av brittiska och franska pälshandlare före 1810, och amerikanska bosättare från 1830-talets mitt. Längsmed Columbiafloden seglade skepp från många länder, inblandade i pälshandeln. Mellan 1790-talet och 1810-talet var de flesta av dessa skepp Boston-baserade. Oregonfördraget 1846 satte punkt för tvisten, och det amerikanska Oregonterritoriet uppstod.

### Fotnoter
1. ↑  ”Chronology of Oregon Events” (på engelska). Gesswhoto. Arkiverad från originalet den 10 december 2015. https://web.archive.org/web/20151210070503/http://gesswhoto.com/events.html. Läst 8 november 2015.